# قحطی در سودان جنوبی (۲۰۱۷)
در آغازین هفته‌های سال ۲۰۱۷ موجی از قحطی در سودان جنوبی فراگیر شد. برخی منابع پیش‌بینی کردند که این قحطی که در بخش‌های شمالی سودان جنوبی شدیدتر بوده است، تا میانه سال ۲۰۱۷ استمرار یابد و حدود پنج میلیون نفر از ساکنان آن کشور را در معرض خود قرار دهد. سودان شمالی به دلیل ناآرامی‌های ناشی از جنگ و همچنین خشکسالی در معرض بحران کمبود منابع غذایی قرار داشته است. در فوریه ۲۰۱۵، برنامه جهانی غذا در زمینهٔ وقوع خشکسالی به دلیل پدیده ال نینو در سودان جنوبی هشدار داده بود. سازمان بهداشت جهانی نیز در ژانویه ۲۰۱۶ گزارش مشابهی را منتشر نمود. سازمان ملل متحد در فوریه ۲۰۱۷ بیان داشت که بخش‌هایی از سودان جنوبی با قحطی درگیر شده‌اند. همزمان، برنامه جهانی غذا گزارش داد که ۴۰ درصد از جمعیت سودان جنوبی که نزدیک به ۴/۹ میلیون نفر را شامل می‌شود نیاز اضطراری به غذا دارند.
سازمان‌های جهانی برا کمک به حل بحران در فوریه ۲۰۱۷، اقدام به تخصیص ۱۳٫۸ میلیون دلار آمریکا و ۲۶۵۰۰۰ تن مواد غذایی کردند. بریتانیا و اتحادیه اروپا نیز به ترتیب ۱۰۰ و ۶۹ میلیون پوند برای کمک به خروج از قحطی در سودان جنوبی اختصاص دادند.